# 聖索菲亞紀念碑

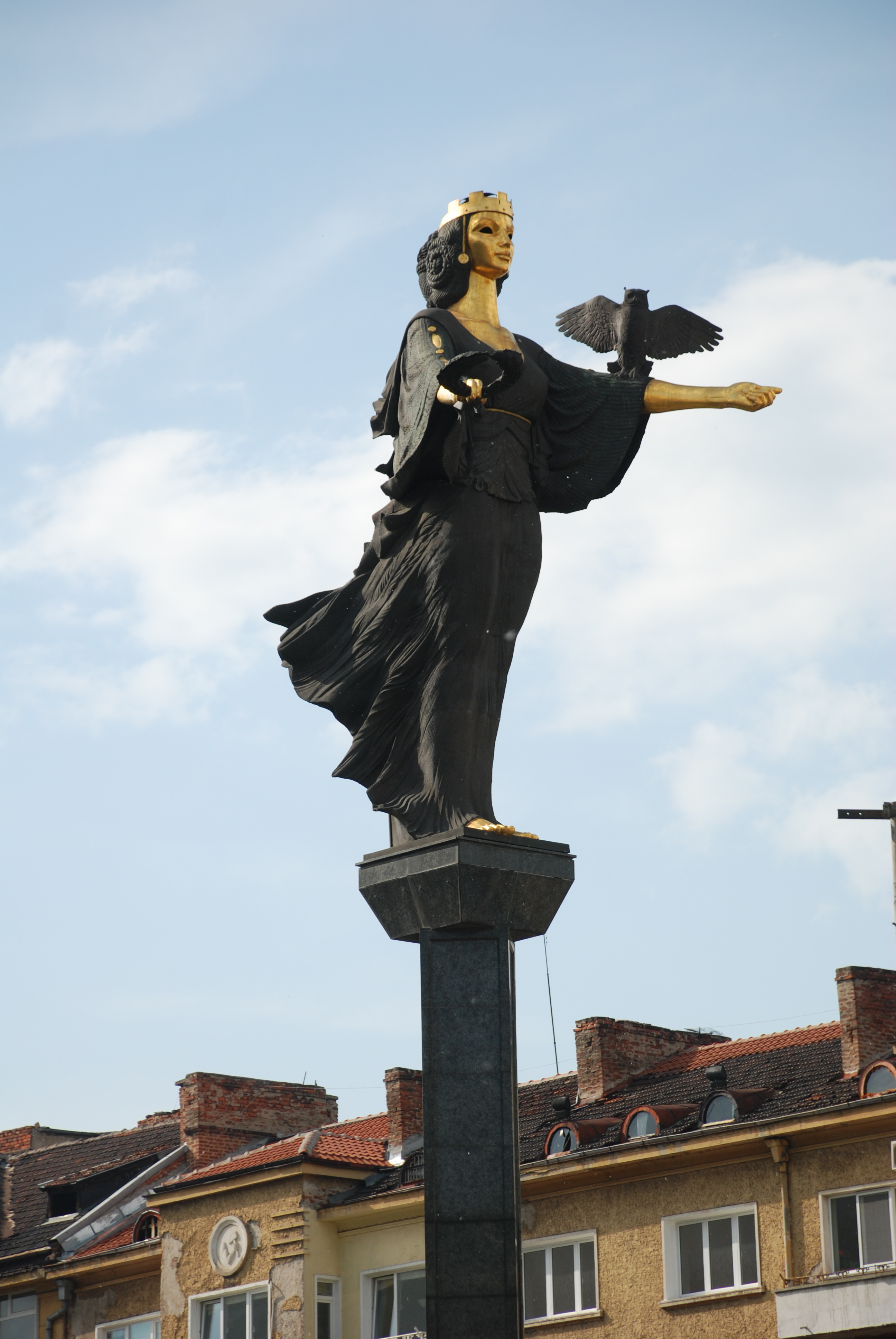
聖索菲亞紀念碑

聖索菲亞紀念碑（羅馬化：Statuya na Sveta Sofiya）是保加利亞首都索非亞的一座紀念性雕塑。這座雕像於2000年豎立，坐落在原先列寧雕像的位置。雕像高24英尺，並矗立在48英尺高的基座上。其皇冠上裝飾著權力（皇冠）、名望（花環）和智慧（貓頭鷹）的象徵。